# Onychium
Onychium es un género con 8 especies de helechos perteneciente a la familia Pteridaceae. Se encuentra en el Sudeste de Asia-

## Taxonomía
Onychium fue descrito por Georg Friedrich Kaulfuss y publicado en Berlinisches Jahrbuch fur die Pharmacie und fur die Damit Verbundenen Wissenschaften 21: 45. 1820. La especie tipo es: Onychium capense Kaulf.

## Especies aceptadas
A continuación se brinda un listado de las especies del género Onychium aceptadas hasta abril de 2012, ordenadas alfabéticamente. Para cada una se indica el nombre binomial seguido del autor, abreviado según las convenciones y usos.
- Onychium contiguum Wall. ex C.Hope
- Onychium dulongjiangense W.M.Chu
- Onychium japonicum (Thunb.) Kunze
- Onychium moupinense Ching
- Onychium plumosum Ching
- Onychium siliculosum (Desv.) C.Chr.
- Onychium tenuifrons Ching
- Onychium tibeticum Ching & S.K.Wu in C.Y.Wu